# Heinz Dotterweich
August Adolf Heinz Dotterweich (* 25. September 1904 in Dresden; † 12. Juli 1949 in Resse (Wedemark)) war ein deutscher Zoologe und Professor an der Technischen Hochschule Dresden.

## Leben
Dotterweich studierte ab 1924 Zoologie, Botanik und Chemie an der Universität Kiel und promovierte 1927 zum Dr. phil. Er war ab Mai 1928 Assistent an der TU Dresden und habilitierte sich 1931. Von 1936 bis 1939 lehrte er Allgemeine Zoologie an der Forstlichen Hochschule Tharandt, wurde 1938 zum außerordentlichen Professor ernannt und ab 1940 Leiter des Zoologischen Institutes der TU Dresden. Er unterzeichnete im November 1933 das Bekenntnis der Professoren an den deutschen Universitäten und Hochschulen zu Adolf Hitler. Er war Obmann des NS-Dozentenbundes sowie bei der Dozentenschaft der Zoologen. Nach Intervention des Reichsnährstandes wurde er 1943 vom Kriegsdienst freigestellt und gehörte der Reichsfachgruppe "Kaninchenzüchter" an zur "Steigerung der Angorawollproduktion".
Er veröffentlichte Arbeiten z. B. über den Weg der Atemluft in der Vogellunge, physiologische Untersuchungen an Muscheln und Regenwürmern sowie genetische an Essigfliegen. Im Zweiten Weltkrieg forschte er über Angorawolle als Schutzmittel für Piloten.

## Schriften
- Das biologische Gleichgewicht und seine Bedeutung für die Hauptprobleme der Biologie, Jena 1940

## Belege
1. ↑  Bekenntnis, S. 132
2. ↑  Ernst Klee: Das Personenlexikon zum Dritten Reich, Frankfurt am Main 2007, S. 117

| Personendaten    | Personendaten                   |
| ---------------- | ------------------------------- |
| NAME             | Dotterweich, Heinz              |
| ALTERNATIVNAMEN  | Dotterweich, August Adolf Heinz |
| KURZBESCHREIBUNG | deutscher Zoologe               |
| GEBURTSDATUM     | 25. September 1904              |
| GEBURTSORT       | Dresden                         |
| STERBEDATUM      | 12. Juli 1949                   |
| STERBEORT        | Resse                           |